# Constructor: Street Wars
Constructor: Street Wars (Também conhecido como Mob Rule) é um jogo de video game do tipo estratégia em tempo real desenvolvido pela System 3. O jogo inicialmente foi lançado em 1999 na América do norte e Europa, depois sendo relançado mundialmente em 2010. É a sequência do jogo Constructor. O jogo se passa durante a época de Lei Seca nos Estados Unidos, onde o objetivo é construir estabelecimentos e lutar contra times inimigos.
O jogo não teve o mesmo sucesso do que o seu antecessor, além de receber críticas mistas.

## Recepção
Constructor: Street Wars recebeu críticas mistas nas resenhas. Erik

Wolpaw da GameSpot deu uma nota seis de 10 afirmando que o jogo "é um quase fracasso incompleto e pouco documentado". Uma resenha da IGN alegou que o jogo "É uma ideia muito boa. [...] infelizmente, o jogo simplesmente nunca corresponde ao que eu e o resto da equipe esperávamos dele. Na melhor das hipóteses, ele é redundante", atribuindo uma nota cinco de dez.